# 白岩町 (瀬戸市)
白岩町（しらいわちょう）は、愛知県瀬戸市品野連区の町名。丁番を持たない単独町名である。

## 地理
- 瀬戸市の東部に位置する[8]。西から南を上品野町、北を上半田川町、東を片草町と隣接している[8]。
- 国道が北部を東西に通り、左右より山が迫って棚田と山裾の集落が続く山間地特有の村の景観を示す[8]。

### 河川
- 品野川（水野川支流） ： 水野川の上流区間3番目の川名。町の中央部で白岩川から名を変え、北西部に向かって流れている。
- 岩花洞川（品野川支流） ： 町の北部を南流し、品野川に注ぎ込んでいる。
- 白岩川（品野川支流） ： 町の中央部を北西に流れており、途中で品野川と名を改める。
- 東山川（白岩川支流） ： 町の南東部、上品野町との町境付近を西流し、白岩川に注ぎ込んでいる。
- 片草川（品野川支流） ： 水野川の上流区間2番目の川名。町の北部を西流し、品野川に注ぎ込んでいる。
- 角ケ洞川（片草川支流） ： 水野川の最上流部の川名。町の北東部、片草町との町境付近を南流し、片草川に注ぎ込んでいる。

### 学区
市立小・中学校に通う場合、学区は以下の通りとなる。また、公立高等学校普通科に通う場合の学区は以下の通りとなる。
| 番・番地等 | 小学校               | 中学校             | 高等学校 |
| ---------- | -------------------- | ------------------ | -------- |
| 全域       | 瀬戸市立品野台小学校 | 瀬戸市立品野中学校 | 尾張学区 |

## 歴史

### 町名の由来
昔、この地の周囲を白い岩で囲まれていたことから、この地名が付けられたといわれる。

### 沿革
この項では、白岩の地名の変遷についても述べる。
- 戦国時代には、尾張国春日部郡しら岩郷として文献に名を残す[12]。
- 江戸時代には、尾張国春日井郡の尾張藩領水野代官所支配の白岩村となる[12]。
- 1880年（明治13年）2月5日 - 春日井郡が東西に分割され、東春日井郡白岩村となる[12][13]。
- 1889年（明治22年）10月1日 - 市制・町村制施行の際、白岩村が上品野村に編入され、上品野村大字白岩となる[注釈 2][12][14]
- 1906年（明治39年）7月16日 - 上品野村が下品野村・掛川村と合併して品野村となり、品野村大字白岩となる[15][14]。
- 1924年（大正13年）1月1日 - 品野村が町制施行し、品野町大字白岩となる[15]。
- 1959年（昭和34年）4月1日 - 品野町が瀬戸市に編入され、瀬戸市大字白岩となる[15][14]。
- 1964年（昭和39年）10月1日 - 瀬戸市大字白岩の全域により、同市白岩町として成立[2]。同大字は、同日をもって廃止となる[12]。

## 世帯数と人口
2024年（令和6年）2月1日現在の世帯数と人口は以下の通りである。
| 町丁   | 世帯数 | 人口 |
| ------ | ------ | ---- |
| 白岩町 | 41世帯 | 87人 |

### 人口の変遷
国勢調査による人口の推移
| 1995年（平成7年）  | 148人 | [ 16 ] |  |
| 2000年（平成12年） | 127人 | [ 17 ] |  |
| 2005年（平成17年） | 126人 | [ 18 ] |  |
| 2010年（平成22年） | 110人 | [ 19 ] |  |
| 2015年（平成27年） | 94人  | [ 20 ] |  |
| 2020年（令和2年）  | 91人  | [ 21 ] |  |

### 世帯数の変遷
国勢調査による世帯数の推移。
| 1995年（平成7年）  | 35世帯 | [ 16 ] |  |
| 2000年（平成12年） | 34世帯 | [ 17 ] |  |
| 2005年（平成17年） | 36世帯 | [ 18 ] |  |
| 2010年（平成22年） | 34世帯 | [ 19 ] |  |
| 2015年（平成27年） | 33世帯 | [ 20 ] |  |
| 2020年（令和2年）  | 33世帯 | [ 21 ] |  |

## 交通

### 鉄道
町内に鉄道は走っていない。最寄り駅は名鉄瀬戸線尾張瀬戸駅になる。

### バス
瀬戸市コミュニティバス「片草線」
- 道の駅瀬戸しなの - バロー品野店 - しなのバスセンター - 上品野 - 片草町民会館 系統 ： 一ノ瀬橋バス停・白岩口バス停・白岩町バス停

### 道路
- 東海環状自動車道 ： 町の北部を南北に走っている。当町内で愛岐トンネルに入る[注釈 3]。
- 国道363号[8] ： 町の北部を東西に通っている。

## 施設
- 八王子神社[8] ： 1644年（正保元年）以前の創建と推定されが、由緒については不明。祭神は須佐之男命の八王子（八柱御子）[22]。村を見渡せる高い位置にあり、急な石段の中程に行者堂がある[8]。石窟内には1770年（明和7年）銘の役行者石像がある[8]。

## その他

### 日本郵便
- 郵便番号 : 480-1213[6]（集配局：瀬戸郵便局[23]）。